# 니시가하라역
니시가하라역(일본어: 西ケ原駅、にしがはらえき, 영어: Nishigahara Station)은 도쿄도 기타구에 있는 철도역이다. 도쿄의지하철 중에서 가장 이용객이 적다.

## 역 구조
섬식 승강장 1면 2선의 지하역이며, 스크린도어가 설치되어 있다. 승강장과 개찰구는 계단 및 엘리베이터와 에스컬레이터로 연결하며 외부 콩코스와 지상부를 연결하는 엘리베이터도 설치되어 있다.

### 승강장
| 1 | ○ 난보쿠 선 | 오지・아카바네이와부치・우라와미소노 방면                                                             |
| 2 | ○ 난보쿠 선 | 이다바시・나가타초・시로카네타카나와・메구로・무사시코스기・히요시ㆍ신요코하마ㆍ쇼난다이ㆍ에비나 방면 |

## 역 주변
- 국립인쇄국
- 세노가와 공원
- 세노가와 경찰서
- 세노가와 소방서
- 니시가하라 우체국
- 동일본 여객철도(JR동일본) 게이힌 도호쿠 선 가미나카자토역
- 도쿄 괴테 기념관

## 역사
- 1991년 11월 29일: 영업 개시.

## 인접역
| 도쿄 메트로 7호선         | 도쿄 메트로 7호선 | 도쿄 메트로 7호선               |
| ------------------------- | ----------------- | ------------------------------- |
| N 14 고마고메 메구로 방면 | 난보쿠 선         | N 16 오지 아카바네이와부치 방면 |